# أفعى مجلجلة
الأفاعي ذوات الجرس هي مجموعة من الثعابين السامة من أجناس الصنجية (Crotalus) وسيستراراس (Sistrurus) من فصيلة الصنجيات (Crotalinae) الفرعية («أفاعي الحُفر»). هناك 32 نوعًا معروفًا من أنواع الأفعى ذات الجرس، وما يتراوح بين 65 و70 نوعًا فرعيًا،  ترجع أصولها جميعًا إلى الأمريكتين الشمالية والجنوبية، ويتراوح نطاق وجودها من الأجزاء الجنوبية لمقاطعتي ألبرتا وكولومبيا البريطانية في كندا إلى أواسط الأرجنتين.
والأفاعي ذوات الجرس من الحيوانات المفترسة وتعيش في نطاق واسع من المواطن وتصطاد الحيوانات الصغيرة مثل الطيور والقوارض. وتقتل هذه الأفاعي فرائسها بلدغة سامة بدلاً من القبض عليها. وتمتلك جميع الأفاعي ذوات الجرس مجموعة من الأنياب التي تُدخل من خلالها كميات كبيرة من السم السام للدم. وينتقل السم عبر مجاري الدم ليدمر النسيج ويسبب الورم والنزيف الداخلي والألم الحاد. كما أن بعض الأنواع مثل أفعى موهافي ذات الجرس (Mojave Rattlesnake) لديها مكون إضافي سام للأعصاب في سمها يتسبب في الإصابة بـ الشلل وغيره من الأعراض العصبية.
ويُذكر أن تهديد التعرض للتسمم، الذي يعلن عنه اهتزاز «الجرس» الموجود عند نهاية الذيل بصوت عالٍ محدثًا جلبة (كما ينم عن ذلك اسم الأفعى)، يردع الكثير من الحيوانات المفترسة. ومع ذلك، تقع الأفاعي ذوات الجرس فريسة لطائر الباز وابن عرس والثعبان الملك ومجموعة متنوعة من أنواع الحيوانات الأخرى. ويتم افتراس الأفاعي ذوات الجرس بكثافة عندما يكن ثعابيناً حديثة الولادة، حيث يكن ضعفاء وغير ناضجات عقليًا. وتُقتل أعداد كبيرة للغاية من الأفاعي ذوات الجرس على يد الإنسان. وتعد أعداد الأفاعي ذوات الجرس مهددة بالانقراض في العديد من المناطق نتيجة تدمير البيئة والصيد غير القانوني وحملات الإبادة.
إن لدغات الأفاعي ذوات الأجراس هي السبب الرئيسي للإصابة بـلدغات الأفاعي في أمريكا الشمالية وتسبب في حوالي 82% من حالات الوفاة. إلا أن الأفاعي ذوات الأجراس نادرًا ما تلدغ ما لم تتم إثارتها أو تهديدها؛ وإذا تمت معالجة اللدغات على الفور نادرًا ما تكون مميتة.

## كتابات أخرى
- Barceloux, Donald G.، المحرر (2008). Medical toxicology of natural substances: foods, fungi, medicinal herbs, plants, and venomous animals. John Wiley & Sons. ISBN:978-0-471-72761-3. مؤرشف من الأصل في 2020-11-22.
- Furman, Jon (2007). Timber rattlesnakes in Vermont and New York: biology, history, and the fate of an endangered species. UPNE. ISBN:978-1-58465-656-2. مؤرشف من الأصل في 2020-11-13.
- Hubbs, Brian & Brendan O'Connor (2012). A Guide to the Rattlesnakes and other Venomous Serpents of the United States. Tricolor Books. Tempe, Arizona. (ردمك 978-0-9754641-3-7).
- Klauber, Laurence M. & Greene, Harry W. (1997). Rattlesnakes: their habits, life histories, and influence on mankind. University of California Press. ISBN:978-0-520-21056-1. مؤرشف من الأصل في 2020-11-22.{{استشهاد بكتاب}}:  صيانة الاستشهاد: أسماء متعددة: قائمة المؤلفين (link)
- Palmer, Thomas (2004). Landscape with Reptile: Rattlesnakes in an Urban World. Globe Pequot. ISBN:978-1-59228-000-1. مؤرشف من الأصل في 2016-05-10.
- Rubio, Manny (1998). Rattlesnake: Portrait of a Predator. Smithsonian Books. ISBN:1-56098-808-8. مؤرشف من الأصل في 2020-11-13.

## وصلات خارجية
- "Climate Changes Faster Than Species Can Adapt, Rattlesnake Study Finds", Science Daily, Dec. 05, 2011